# Kombinacja norweska na Mistrzostwach Świata w Narciarstwie Klasycznym 1984
Zawody w kombinacji norweskiej na Mistrzostwach świata w narciarstwie klasycznym w 1984 odbyły się w dniach 17 marca - 18 marca 1984 w fińskim Rovaniemi.
Konkurs rozegrano w związku z nieuwzględnieniem zawodów drużynowych w kombinacji norweskiej w programie Zimowych Igrzysk Olimpijskich 1984 w Sarajewie.

## Wyniki

### Sztafeta 3 × 10 km
- Data 18 marca 1984

| Medal | Zawodnik                                                | Narodowość     | Wynik   |
| ----- | ------------------------------------------------------- | -------------- | ------- |
|       | Tom Sandberg Hallstein Bøgseth Geir Andersen            | Norwegia       | 1189.46 |
|       | Rauno Miettinen Jukka Ylipulli Jouko Karjalainen        | Finlandia      | 1186.32 |
|       | Ołeksandr Proswirnin Aleksandr Majorow Ildar Garifullin | ZSRR           | 1183.54 |
| 4     | Heiko Hunger Uwe Dotzauer Gunter Schmieder              | NRD            | 1168.10 |
| 5     | Thomas Müller Hermann Weinbuch Hubert Schwarz           | RFN            | 1129.68 |
| 6     | František Repka Miroslav Kopal Ján Klimko               | Czechosłowacja | 1116.12 |